# Вренгенский мост
Вренгенский мост (норв. Vrengen bru) — автодорожный рамно-консольный мост через пролив Vrengensundet в коммуне Фердер, фюльке Вестфолл и Телемарк, Норвегия. Соединяет острова Нёттерёй и Хьёме и является частью дороги Fv308.

## История

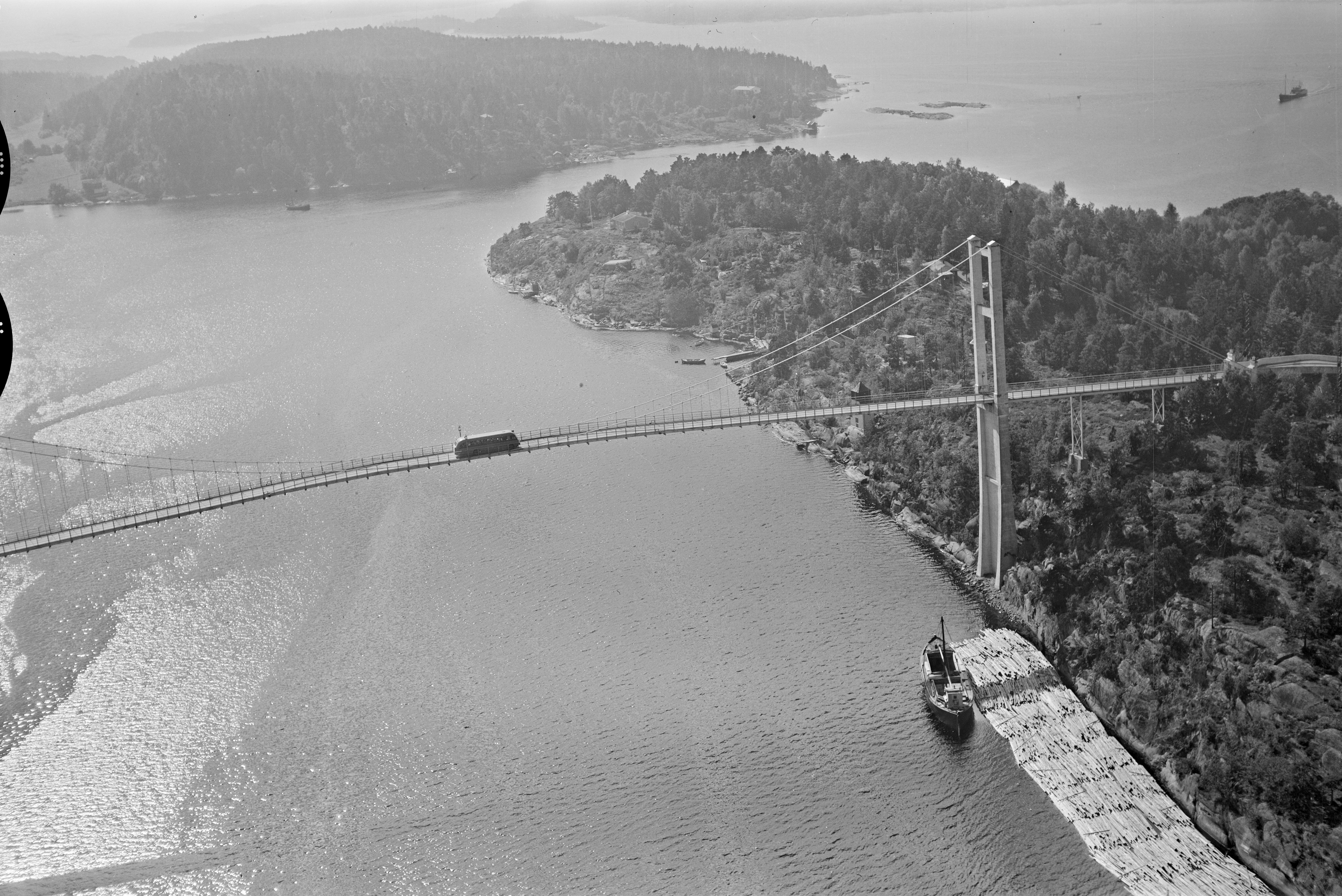
Висячий Вренгенский мост

28 июля 1925 года на заседании совета муниципалитета Хьёме обсуждался вопрос о постройке моста через пролив взамен паромной переправы между островами Нёттерёй и Хьёме. По итогам обсуждения была создана комиссия для разработки детального проекта. В 1927 году инженером Олафом Стангом был составлен проект моста.
Строительство началось весной 1929 года. Бетонные и железобетонные работы выполняла компания A/S Konstruktion, Oslo, доставку и монтаж металлоконструкций, несущих кабелей — компания Alfred Andersen Mek. Verksted og Støperi A/S. К весне следующего года были завершены буровзрывные работы и начато сооружение монолитных анкерных опор. Весной 1932 года начались работы по монтажу несущих кабелей и устройству пролётного строения. Торжественное открытие моста состоялось 8 ноября 1932 года в присутствии короля Норвегии Хокона VII. Главные инженеры Стунг и Станг были награждены золотыми медалями. Церемония транслировалась по радио. На момент открытия это был самый длинный висячий мост в Северной Европе. 
Общая длина моста составляла 499,8 м, центральный пролёт — 170 м. Боковые пролёты были рамные из монолитного железобетона (наибольший пролёт — 24 м). Высота моста над уровнем воды была 37 м. Пилоны из монолитного железобетона высотой 57 м над уровнем воды. Ширина моста была 5,3 м (проезжая часть 4,4 м и два тротуара по 0,45 м).
Стоимость моста составила 650 тысяч крон. Для покрытия расходов на строительство в мае 1929 года Стортинг утвердил платный проезд по мосту. Считается, что это был первый современный норвежский проект взимания платы за проезд. По первоначальным расчётам плату за проезд предполагалось отменить через 30 лет. Но благодаря увеличению трафика мост окупился уже в 1945 году. По предложению политиков Вестфолла, поддержанного Дирекцией общественных дорог и одобренного Стортингом, платный проезд был сохранëн для финансирования Рёссесуннского моста, построенного в 1952 году. Платный проезд сохранялся до 1962 года и был отменён на обоих мостах одновременно.
К 1960-х годам с увеличением автомобильного движения пропускная способность моста оказалась недостаточной. Ширина проезжей части составляла всего 4,4 м, максимально допустимая нагрузка на ось – 6 т. В 1977 году было принято решение о строительстве нового моста. Государство профинансировало 9 млн крон, остальная часть покрывалась за счëт дорожных сборов, с 1979 года проезд по мосту снова сделали платным. 
Проект нового моста был разработан Мостовым отделом Дирекции общественных дорог (норв. Bruavdelingen Vegdirektoratet). Строительство велось компанией Ingeniør O. E. Dybvik AS. Работы начались в январе 1980 года. Торжественное открытие моста состоялось 8 ноября 1981 года. Стоимость строительства составила 27,3 млн норвежских крон. Старый висячий мост был закрыт и снесён в 1983 году.

## Конструкция
Мост железобетонный шестипролётный рамно-консольный. Общая длина — 465 м, наибольший пролёт – 171 м. Подмостовой габарит составляет 60 м в ширину и 28 м в высоту. Балка пролётного строения из преднапряжëнного железобетона коробчатого сечения постоянной ширины с изменяющейся высотой.
Мост предназначен для движения автотранспорта и пешеходов. На мосту две полосы для движения автотранспорта и один тротуар для пешеходов и велосипедистов. Покрытие проезжей части — асфальтобетон. На мосту установлено металлическое барьерное ограждение. На подходе к мосту со стороны Хьёме на скале сделана надпись с монограммой Хокона VII: «В 1932 году 8 ноября король Хокон VII открыл Вренгенский мост» (норв. År 1932 den 8 november åpnet kong Haakon VII Vrengen bro.)